# اتحاد خط الاستواء
كان اتحاد خط الاستواء تمردًا قصير الأمد حدث في المنطقة الشمالية الشرقية من البرازيل بعد صراع تلك الدولة من أجل الاستقلال عن البرتغال. قاد الحركة الانفصالية مالكي الأراضي الأثرياء الذين عارضوا الإصلاحات المبكرة التي قام بها الزعيم الأول للبلاد، الإمبراطور بيدرو الأول. وقع القتال في بيرنامبوكو وسيارا وبارايبا.

## خلفية عن التمرد
تمت الموافقة على حل الجمعية التأسيسية البرازيلية في عام 1823 في بيرنامبوكو. أيّد أعظم اثنين من القادة الليبراليين في المقاطعة، مانويل دي كارفاليو بايس دي أندرادي وخواكيم دو أمور ديفينو رابيلو إي كانيكا (المعروف باسم «فراي كانيكا») التمرد وألقيا باللوم على بونيفاسيانز في هذا العمل. كان كلاهما، بالإضافة إلى غيرهما من أهل الدين، جمهوريين شاركوا في ثورة عام 1817 وعُفي عنهم. قبلوا الملكية لاعتقادهم أنه سيكون هناك حكم ذاتي أكبر للولايات على الأقل. أحبط إصدار الدستور في عام 1824، بنظامه شديد المركزية، رغبتهم. قُسمت بيرنامبوكو بين فصيلين سياسيين، هما: نظام ملكي بقيادة فرانسيسكو بايس باريتو وآخر جمهوري بقيادة مانويل دي كارفاليو بايس دي أندرادي. حكم المقاطعة بايس باريتو، الذي عينه بيدرو الأول رئيسًا، وفقًا للقانون الذي أصدرته الجمعية التأسيسية في 20 أكتوبر 1823 (احتفظ به الدستور لاحقًا). في 13 ديسمبر 1823، استقال بايس باريتو تحت ضغط الليبراليين الذين انتخبوا بايس دي أندرادي مكانه بشكل غير قانوني. لم يُبلّغ بيدرو الأول ولا الحكومة بالانتخابات وطُلبت عودة بايس باريتو إلى المكتب، وهو أمر تجاهله الليبراليون.

## التمرد
في 2 يوليو 1824، بعد يوم واحد فقط من رحيل تايلر، استغل مانويل بايس دي أندرادي الفرصة وأعلن استقلال بيرنامبوكو. أرسل بايس دي أندرادي دعوات إلى الولايات الأخرى في شمال وشمال شرق البرازيل حتى يتمكنوا من الانضمام إلى بيرنامبوكو وتشكيل اتحاد خط الاستواء. في الأطروحة، تُشكّل الدولة الجمهورية الجديدة من قِبل ولايات غراند بارا (ولايات الأمازون وروايما وروندونيا وبارا الحالية) ومارانهاو وبياوي وسيارا وريو غراندي دو نورتي وألاغواس وسيرجيني وبارايبا وباهيا. ومع ذلك، لم تلتزم أي منها بالثورة الانفصالية، باستثناء عدد قليل من القرى في جنوب سيارا وبارايبا. ومع ذلك، أصبح الوضع في سيارا أكثر خطورة بعد خلع الرئيس بيدرو خوسيه دا كوستا باروس، الذي استُبدل بالاتحادي تريستاو غونسالفيس دي ألينكار أراريبي. رفضت مدن وقرى الولاية الأخرى قبول هذا الفعل وشنت هجومًا مضادًا. غادر ألينكار أراريبي إلى الريف حيث حاول هزيمة القوات النظامية. في حين تغيب عن عاصمة الولاية، فورتاليزا، أعاد تأكيد ولائه للإمبراطورية. في بيرنامبوكو، كان بالإمكان حساب بايس دي أندرادي مع أوليندا فقط، لأن بقية الولاية لم تنضم إلى الثورة. أعدّ الزعيم الاتحادي قواته استعدادًا للهجوم الذي لا مفر منه من الحكومة المركزية وجنّد بالقوة حتى الأطفال والشيوخ. قال بيدرو الأول بعد أن علم بشأن الثورة الانفصالية: «كيف يقتضي أن نرد على الإهانات من بيرنامبوكو؟ بالتأكيد بالعقوبة، وستكون هذه العقوبة بمثابة عبرة للمستقبل».
جمع بايس باريتو قواتًا لنفسه لقمع التمرد لكنه هُزم مما جعله يبقي قواته في الريف انتظارًا للتعزيزات. في 2 أغسطس، أرسل الإمبراطور فرقة بحرية بقيادة الأميرال توماس كوكران، مؤلفة من سفينة خطية وسفينة شراعية بصاريين وسفينة حراقة وسفينتي نقل وكذلك 1200 جندي بقيادة العميد فرانسيسكو دي ليما إي سيلفا. نزلت القوات في ماسيو، عاصمة ألاغواس، حيث سافرت برًا باتجاه بيرنامبوكو. سرعان ما التقت القوى النظامية ببايس باريتو ورجاله البالغ عددهم 400 رجل الذين انضموا إليهم في المسير. وطوال الطريق، عُزّز الجيش من قِبل المسلحين الذين زادوا عددهم إلى 3500 جندي. بقي معظم سكان بيرنامبوكو، الذين عاشوا في الريف، بما في ذلك أنصار بايس باريتو والمحايدين أو غير المبالين في الخلافات بين الفصيلين، مخلصين للنظام الملكي.